# Treska

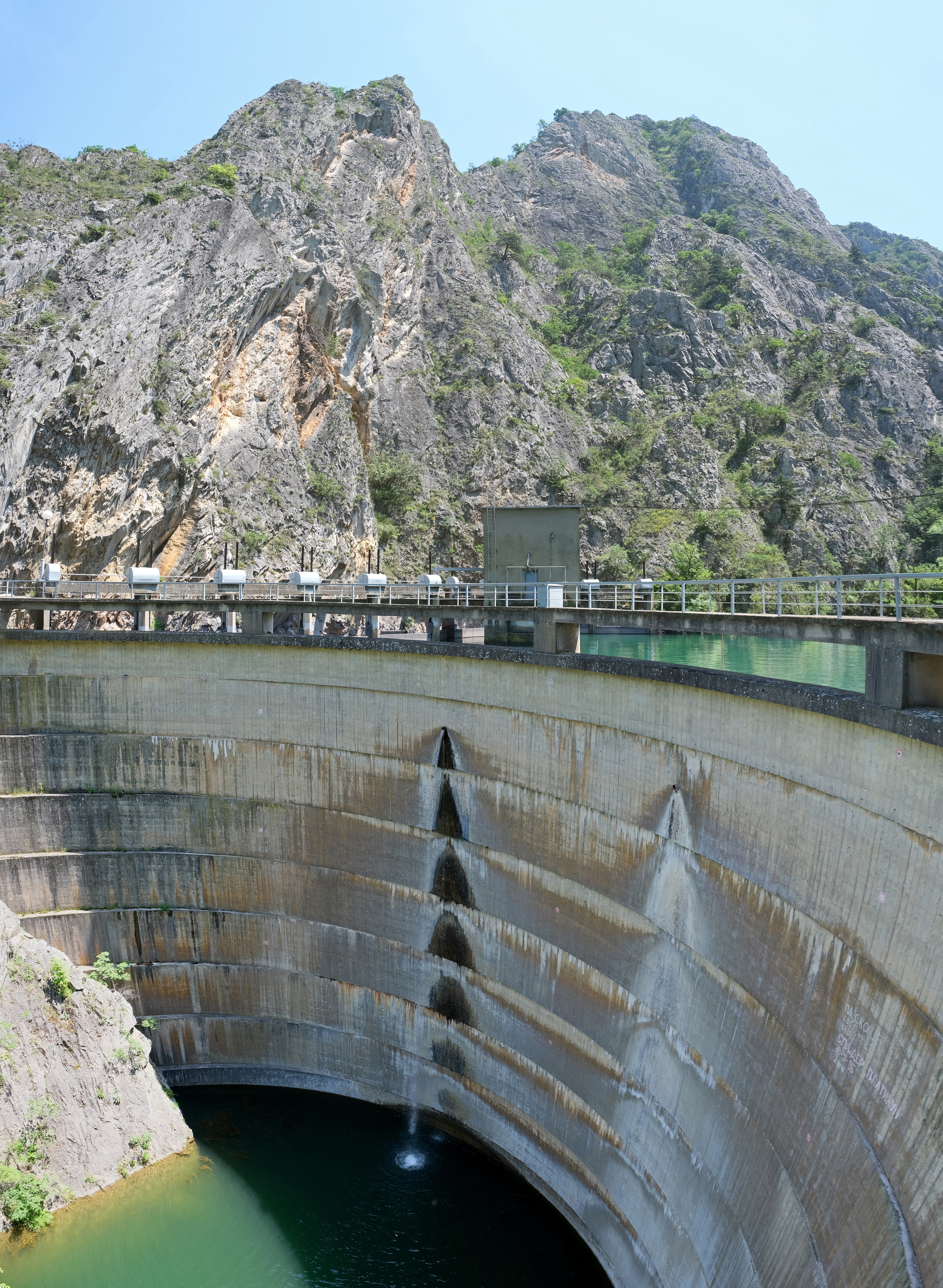
Matka-Staudamm

Die Treska ist ein Fluss im Westen der Republik Mazedonien. Sie ist rechter Nebenfluss des Vardar,  132 km lang und hat ein  Einzugsgebiet von 2350 km².
Die Treska entspringt nahe dem Dorf Izvor auf einer Höhe von rund 740 Metern und fließt ostwärts durch das Tal von Kičevo. Bei Makedonski Brod wendet sie sich nach Norden, fließt zwischen den Bergen von Suva Gora und Karadžica und mündet schließlich in den Vardar in Skopjes Vorstadt Gjorče Petrov.
An der Treska befinden sich zwei Stauseen zur Elektrizitätserzeugung: Der 1937 errichtete Matkadamm staut den Matkasee auf, und der 2004 errichtete Kozjakdamm den Kozjaksee.